# شهرستان کارنز (تگزاس)
شهرستان کارنز، تگزاس (به انگلیسی: Karnes County, Texas) یک سکونتگاه مسکونی در ایالات متحده آمریکا است که در تگزاس واقع شده‌است.

## خصوصیات
شهرستان کارنز ۱٬۹۵۲٫۸۶ کیلومترمربع مساحت دارد.